# Via dei Pilastri
Via dei Pilastri è una strada del centro storico di Firenze, situata tra piazza Sant'Ambrogio (angolo via Giosuè Carducci) a Borgo Pinti, oltre il quale l'arteria prosegue con il nome di via degli Alfani. Lungo il tracciato si innestano: via Luigi Carlo Farini, via de' Pepi e via Fiesolana.

## Storia
Il nome della strada è antico e si riferisce alla famiglia Pilastri, secondo il Verino originaria di Perugia e presente in città da prima della battaglia di Montaperti. Dovevano essere della parte guelfa e si estinsero relativamente presto, per cui la loro memoria è affidata oggi quasi esclusivamente al nome della via.
In via dei Pilastri vissero il pittore Cristofano Allori e lo scultore Antonio Susini.
La strada termina al Canto di Montiloro, tra Borgo Pinti e via Alfani, dove si trova il tabernacolo di Montiloro costruito a spese della Compagnia dell'Assunta la quale aveva nel suo stemma, appunto, un monte dorato. Si chiama anche Canto di Candeli (indicato in passato anche come "di Candiglia" o "Candigli") e deve il suo nome forse a un oste di nome Candeglio che nei paraggi aveva la sua bottega.

### Fatti di sangue

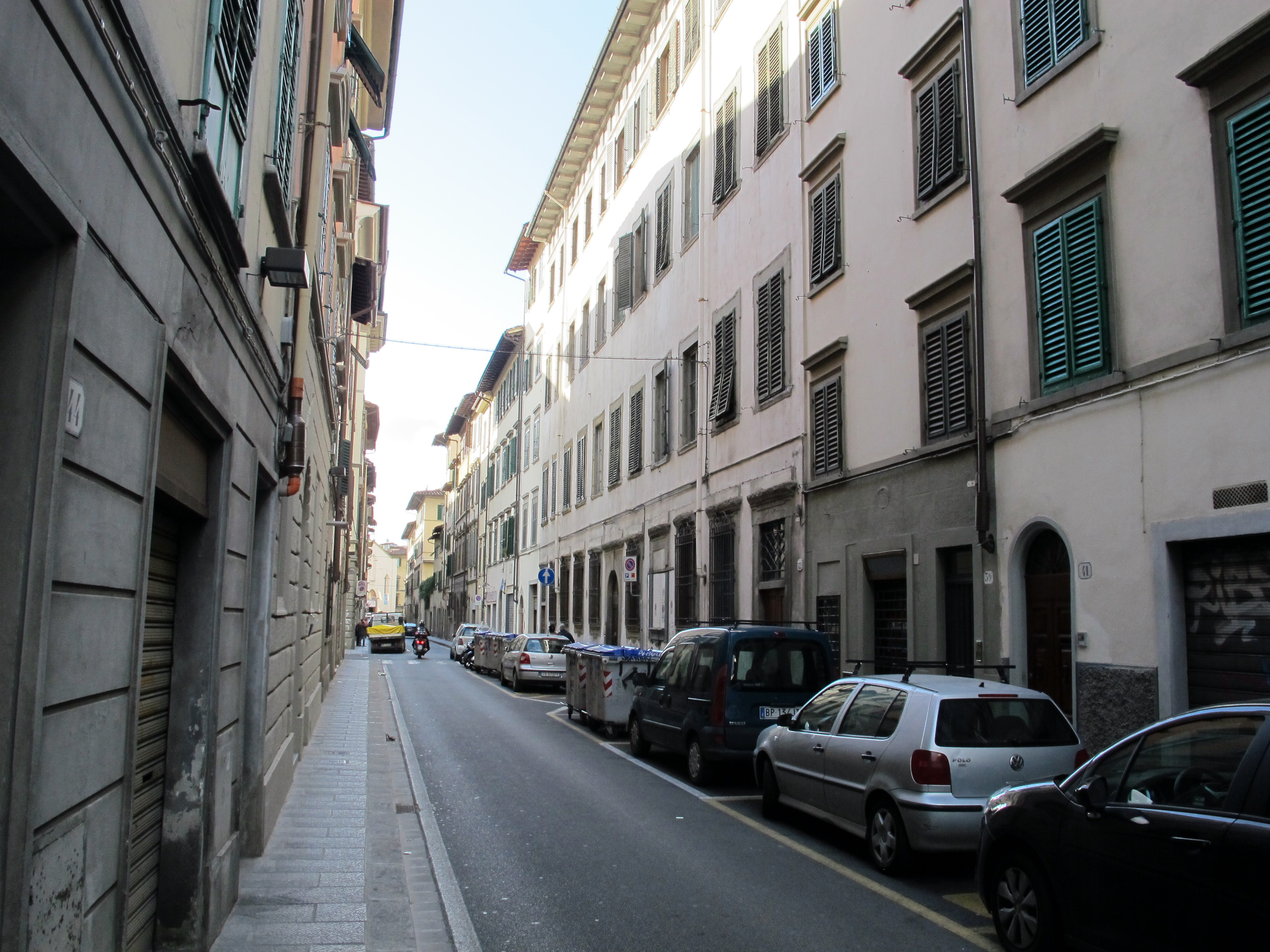
Veduta

Nella via si sono svolti due fatti di sangue che ebbero ampia eco in tutta la città.
Il primo ebbe luogo nella casa dei Canacci al n. 4, dove abitavano Giustino Canacci e la sua seconda moglie Caterina Brogi, oltre ai tre figli adulti delle prime nozze di Giustino, Francesco, Giovanni e Bartolomeo. La bella moglie, poco più che ventenne, aveva rifiutato la seduzione di molti, compreso il figlioccio Bartolomeo, ma non era stata indifferenze alle avances di Jacopo Salviati, I duca di Giuliano. Quest'ultimo era maritato a una nobildonna, l'orgogliosa Veronica Cybo-Malaspina, figlia del duca di Massa Carlo. Il luogo d'incontro dei due amanti era proprio la casa di via dei Pilastri e la tresca andò avanti finché il Salviati non fu scoperto dalla moglie. Questa preparò una vendetta a freddo, coalizzandosi col respinto Bartolomeo e facendo venire appositamente da Massa tre sicari, che, la notte del 31 dicembre 1638, irruppero nella casa di Caterina, quando essi sapevano che era ella era sola con una fantesca: fecero le due donne letteralmente a pezzi. Il giorno dopo, 1º gennaio 1639, il duca Jacopo si vide recapitare nella sua villa al Cionfo il cesto di biancheria pulita che la moglie gli mandava settimanalmente: con grande orrore vi trovò avvolta, in una camicia ricamata che era solito ricevere per il capodanno, la testa insanguinata della sua amante Caterina.
L'unico a pagare per il delitto fu Bartolomeo, che fu impiccato al Bargello, mentre Veronica era fuggita a Figline (i sicari erano tornati a Massa) e quivi rimase in esilio fino a quando fu sicura che i Medici non l'avrebbero perseguita. Poi andò a abitare a Roma.
Il secondo fatto di sangue si ebbe nel 1921. Due giovani fascisti, Andrea Cimino e Annibale Foscari, stavano percorrendo la via quando udirono uscire dalla bottega dei fratelli calzolai Garuglieri il ritornello riscritto dagli oppositori del regime legato all'uccisione di Giovanni Berta: "Hanno ammazzato Giovanni Berta, figlio di pescecani! Viva quel comunista che gli pestò le mani!". I due irruppero nella bottega per aggredire i Garuglieri ma nella rissa che seguì fu il Foscari che ebbe la peggio, finendo accoltellato e morendo di lì a poco. Per questo nel 1923 la strada venne denominata "via Annibale Foscari", fino al 1944 quando, a Liberazione avvenuta, riprese il nome antico.

## Descrizione
La strada ha per lo più carattere residenziale popolare, con case a schiera eredi di un'estesa lottizzazione della zona compiuta dal vicino monastero benedettino di Sant'Ambrogio fin dai primi del Trecento, quando quest'area fu rapidamente saturata. Nell'ambito della viabilità cittadina svolge un ruolo significativo, ponendosi nell'ambito di un tracciato che incanala il traffico veicolare dalla zona del centro verso il quartiere della Mattonaia e da qui all'anello dei viali.

### Edifici
| Immagine | N°       | Nome                                            | Descrizione |
| -------- | -------- | ----------------------------------------------- | --- |
|          | s.n.     | Oratorio di San Michele della Pace              | Incuneato fra via di Mezzo e via dei Pilastri, l'antico oratorio dell'Agnolo fu edificato nel 1444 e restaurato nel 1559 per diventare sede della Compagnia di San Michele della Pace o del Sacramento. Durante i restauri fu trovata un'antica iscrizione con i simboli della Confraternita: S.(San) M.(Michele) P.(Pace). L'oratorio ha sofferto molto per i danni prodotti dall'alluvione del 1966. |
|          | s.n.     | Casa della Pia Casa di Rifugio di Sant'Ambrogio | L'edificio sorge all'incrocio tra via Giosuè Carducci e via dei Pilastri e mostra i prospetti organizzati su quattro piani per tre assi, di disegno decisamente anonimo anche se chiaramente riconducibile ai caratteri propri dell'architettura della seconda metà dell'Ottocento. Era qui originariamente un'ala della Scuola di Sant'Ambrogio, costruita tra il 1785 e il 1790 su progetto dell'ingegnere Giuseppe Salvetti a seguito delle riforme leopoldine che avevano imposto la trasformazione del monastero di Sant'Ambrogio in educandato. Passata la proprietà alla Pia Casa di Rifugio delle Nuove Convertite questa, trovandosi nella disponibilità di ambienti superiori alle necessità, vendette lo stabile alla Società degli Asili infantili. Fu questa porzione, per poco tempo diventata sede dell'asilo Vittorio Emanuele II, ad essere in parte demolita nel 1866 in occasione della realizzazione del tracciato della nuova strada Giosue Carducci, secondo il piano regolatore. L'anno successivo la Pia Casa di Rifugio ricomprò la porzione già alienata e promosse la costruzione dell'attuale edificio, destinato ad appartamenti e spazi commerciali da appigionare, in modo da contribuire al mantenimento dell'Opera Pia. |
|          | 2        | Casa del Conservatorio di Sant'Ambrogio         | Si tratta di una casa su due piani più un mezzanino, con il prospetto di due assi privo di elementi caratterizzanti e chiaramente riconducibile alla tipologia delle case a schiera tre quattrocentesche. L'edificio dovrebbe in effetti identificarsi in una delle antiche proprietà del vicino monastero benedettino di Sant'Ambrogio, che aveva favorito un'estesa lottizzazione della zona almeno fin dai primi del Trecento, quando quest'area fu rapidamente saturata. Più in particolare questa lottizzazione si estendeva oltre via Ghibellina fino a porta alla Croce verso est, mentre a nord comprendeva tutti i terreni fino a via dei Pilastri. Di questa vasta area tuttavia la parte più documentata risulta quella su via dei Pentolini (oggi via de' Macci), su via di Mezzo, borgo la Croce e, appunto, via dei Pilastri. Così Gian Luigi Maffei, che questi immobili ha studiato portandoli come esempio di 'case a schiera' di edificazione pianificata: "all'imbocco di via dei Pilastri dalla parte della piazza S. Ambrogio, sette case risultano di proprietà del medesimo monastero di S. Ambrogio nel 1623: nella struttura attuale e nei documenti mostrano anch'esse una strutturazione omogenea sicuramente derivata da una unitaria costruzione originaria". |
|          | 4        | Casa de' Canacci                                | Si segnala l'abitazione (sulla scorta delle ampie annotazioni di Federico Fantozzi e dello stradario di Bargellini e Guarnieri) in quanto tristemente nota per essere stata scena, il 31 dicembre 1637, dell'uccisione di Caterina Brogi. Della sua antica configurazione reca tracce il disegno del portone e una limitata porzione di paramento in pietra concia, risparmiata dall'intonaco. Annota Federico Fantozzi nello stesso brano dedicato a questa casa: "era parimente in questa strada lo studio del celebre pittore Cristofano Allori". Al di là di tali indicazioni, la casa si presenta attualmente con un prospetto strutturato su tre piani per quattro assi (con un corpo in soprelevazione in corrispondenza degli assi di destra), frutto dell'unificazione di due originarie case a schiera tre quattrocentesche. In effetti l'edificio dovrebbe identificarsi in una delle antiche proprietà del vicino monastero benedettino di Sant'Ambrogio. |
|          | 5        | Palazzo Testa Gualtieri                         | Si tratta di un grande casamento sviluppato su quattro piani per sette assi, che attualmente presenta una facciata riconducibile a un intervento ottocentesco. Delle più antiche origini documenta, tra l'altro, il portone di accesso, ancora dal disegno cinquecentesco. Il repertorio di Bargellini e Guarnieri lo segnala per il giardino ornato d'un bassorilievo romano. |
|          | 6        | Casa                                            | La casa probabilmente era abitata in antico da un fattore o da un oste che smerciava vino lungo la via. Lo testimonia una buchetta del vino posizionata vicino all'ingresso. La buchetta è resa aggraziata dalla cornice in pietra a goccia e dallo sportellino ligneo ancora presente. |
|          | 8        | Casa del Conservatorio di Sant'Ambrogio         | Si tratta di una casa su quattro piani per due assi, con il prospetto privo di elementi architettonici significativi e chiaramente riconducibile alla tipologia delle case a schiera tre quattrocentesche, evidentemente soprelevata in tempi successivi e ridisegnata per quanto concerne il fronte nell'Ottocento. L'edificio dovrebbe in effetti identificarsi in una delle antiche proprietà del vicino monastero benedettino di Sant'Ambrogio, come quella al n. 2. |
|          | 10       | Casa del Conservatorio di Sant'Ambrogio         | Un altro edificio con le stesse caratteristiche dei precedenti su questo lato della strada. |
|          | 13       | Casa dell'Arciconfraternita della Misericordia  | La casa, con il fronte organizzato su tre piani per due assi e con la porta di ingresso collocata a sinistra, appare riconducibile alla tipologia delle case a schiera tre quattrocentesche, poi riconfigurate mantenendo comunque caratteri oltremodo semplici, privi di elementi architettonici di rilievo. Tuttavia, assieme alle due che seguono, è testimonianza di come gli edifici di questa strada siano stati a lungo proprietà di istituti religiosi ed enti benefici, che hanno lasciato traccia della propria storia attraverso pietrini, in parte ancora conservati e in alcuni casi ancora leggibili. Nel caso in questione è rilevabile un primo pietrino posto in alto al centro del fronte, recante un'iscrizione con l'abbreviazione CVM, relativa all'oratorio della Concezione di via de' Fibbiai, seguita dal numero 30 in cifre arabe, a indicare la posizione dell'immobile nel registro delle possessioni. Ben noto è poi il pietrino a rotella posto al limitare destro, comune anche alla casa con il numero civico 17, recante le insegne della Compagnia del Bigallo e dell'Arciconfraternita della Misericordia, ad attestarne appunto la proprietà a un certo momento della storia. |
|          | 14       | Casa                                            | La casa è contrassegnata da uno stemma col sole al cui interno doveva essere pipinto o inciso il trigramma di san Bernardino: è l'emblema della Compagnia del Gesù, che possedette questa casa, affittandola al popolo minuto. |
|          | 17       | Casa dell'Arciconfraternita della Misericordia  | Al confina tra le case ai numeri 13 e 17 della strada si trova murato al primo piano la citata lapide con gli stemmi delle compagnie del Bigallo e della Misericordia; al 17, che presenta un fronte organizzato su cinque piani (i più alti certo frutto di soprelevazioni) per due assi, si vede anche uno stemma abraso e leggibile solo parzialmente, nel quale si riconoscono due cerchi concentrici; qui si annota anche la presenza, sulla porta d'ingresso, di una targhetta metallica che attesta una più recente proprietà de La Fondiaria. |
|          | 19       | Casa                                            | La casa, riconducibile alla tipologia delle case a schiera tre quattrocentesche, presenta un fronte organizzato su quattro piani per due assi. Al centro del fronte è uno scudo (apparentemente moderno) con il campo vuoto. Sul limitare sinistro del fronte sono altri due scudi, posti in modo da potere essere interpretati come comuni anche all'edificio segnato con il numero civico 17. L'inferiore è frammentario, in pietra forte, presumibilmente quattrocentesco, con la superficie abrasa tanto da risultare illeggibile. Poco sopra è l'altro, ugualmente consunto (e mortificato dal passaggio di cavi e tubi) ma comunque leggibile per la presenza di due cerchi concentrici, che in questo caso farebbero pensare all'arme della famiglia di Ghese del quartiere di Santa Croce gonfalone Carro (di rosso, a due cerchi concentrici d'oro). Non è da escludere, visto la posizione alquanto inusuale che attualmente occupano, che possano provenire da una diversa collocazione e che siano stati qui murati in epoca successiva. |
|          | 21       | Casa                                            | Una delle abitazioni a schiera sul lato sud della via ha una facciata ingentilita, oltre che dal solito portalino ad arco con cornice in pietra (in questo caso coperta da vernice), da una finestra cinque-seicentesca con mensola e architrave sporgenti, protetta da una grata coeva. Inoltre, sotto di essa, si vede una buchetta del vino. |
|          | 24-26    | Casa                                            | Analoga per tipologia alle altre abitazioni su questo lato della strada, questa casa presenta una facciata organizzata su quattro piani per quattro assi, con due portoncini di accesso posti ai lati dell'immobile, a indicare come l'insieme sia frutto dell'unificazione, almeno per quanto riguarda il fronte, di due più antiche case a schiera. Si distingue per alcuni elementi antichi lasciati in luce dalle intonacature: il profilo di un antico tabernacolo e una targa rovesciata che mostra il numero 663, forse relativo all'antica numerazione preunitaria. |
|          | 25       | Casa Moriani                                    | Si tratta di un edificio con il fronte organizzato su quattro piani per due assi che, pur avendo origine da una più antica casa a schiera, è stato riconfigurato nella seconda metà dell'Ottocento e nobilitato con la trasformazione delle finestre al primo piano in finestroni provvisti di baustri, oltre che con cornici e mensole ispirate a modelli cinque seicenteschi. Al centro del fronte è uno scudo con l'arme della famiglia Moriani (d'azzurro, al giglio di Firenze di rosso, accompagnato in capo da due teste di moro affrontate e in punta da una montagna di due cime nascente dalla punta stessa). Sul portoncino, a sinistra, è presente una targhetta metallica che documenta una proprietà da parte de La Fondiaria. |
|          | 26-28-30 | Case a schiera                                  | Gruppo di case a schiera che, come altre abitazioni su questo lato della strada, è caratterizzato da una serie di portalini ad arco con cornice in pietra (spesso purtroppo coperta oggi da vernice), ciascuna con uno stemma nella chiave di volta. |
|          | 32       | Casa del monastero delle Murate                 | Tra le case a schiera del lato nord, questa si distingue per il fronte riconfigurato tra Settecento e Ottocento con un simbolo sulla chiave di volta fatto con lettere accostate, scioglibile nella parola "Murate". Il numero sottostante fa pensare all'inventario del monastero delle Murate che possedette l'edificio in antico. All'insegna segue il numero 12 in cifre romane, a indicare la posizione dell'immobile nel registro delle possessioni del vicino monastero. |
|          | s.n.     | Palazzina                                       | Si tratta di una palazzina di quattro piani, con le facciate di carattere ottocentesco, che su via dei Pilastri ha un fronte secondario di soli due assi e che presenta la facciata principale di cinque assi su via Luigi Carlo Farini. L'edificio, che attualmente è occupato da una struttura ricettiva (Hotel Arizona), ricorda come la strada intitolata al politico e patriota Luigi Carlo Farini sia una strada essenzialmente moderna, tracciata verso la fine degli anni sessanta dell'Ottocento per creare un collegamento con la piazza Massimo d'Azeglio e con il nuovo quartiere della Mattonaia che si andava definendo nell'area. Agli anni sessanta o settanta di quel secolo va fatta risalire anche questa palazzina (così come quella dal lato opposto della via sempre in angolo con via dei Pilastri), che peraltro presenta in alcuni ambienti soffitti decorati con motivi propri del gusto dell'epoca. Precedentemente al taglio era qui l'ingresso al casino e al giardino dei Guadagni (del tutto distrutti con i lavori di urbanizzazione della zona), realizzati attorno al 1703 su progetto dell'architetto Giovanni Battista Foggini. Alla seconda metà dell'Ottocento si devono anche le riconfigurazioni delle facciate di molti altri edifici di questo tratto che, da popolare, con il collegamento a piazza d'Azeglio, si volle fare borghese e comunque vide le proprietà crescere significativamente di valore. |
|          | 33-35-37 | Palazzo Pozzolini                               | Della presenza in via dei Pilastri della casa, del laboratorio e di un orto di proprietà di Antonio Susini (senza tuttavia fornire indicazioni che ne consentissero l'individuazione in uno spazio che da quel secolo ha subito profonde modificazioni) già aveva lasciato memoria Filippo Baldinucci che, peraltro, aveva ricondotto proprio all'artista la realizzazione della "bella loggia per uso dell'arte sua con più stanze, la qual casa, restata nella sua eredità, venne poi in potere del dottor Carlo Nardi". Il grande casamento si mostra attualmente nelle forme assunte proprio a seguito dell'intervento diretto dall'architetto Federico Fantozzi, e presenta un fronte sviluppato su quattro piani per ben undici assi. È ancora presente il piccolo giardino interno con, sul fondo, il corpo di fabbrica già fonderia. L'edificio è inoltre segnalato dal repertorio di Bargellini e Guarnieri per essere stato sede "di un'antica scuola musicale". |
|          | 34       | Palazzina                                       | Nel contesto della via, per lo più segnato dalla presenza di umili case a schiera, l'edificio si distingue per una certa nobiltà, enfatizzata dal portone sul quale è posto uno scudo con nastri svolazzanti ma dal campo vuoto, e dall'ampio passo carraio posto sulla sinistra. Il fronte è organizzato su quattro piani per altrettanti assi e mostra, pur nella semplicità delle cornici delle finestre, caratteri seicenteschi. Si può tuttavia presumere che la fabbrica sia il risultato dell'accorpamento di due più antiche case a schiera, proprio in ragione del carattere della via e dell'interasse delle finestre. L'edificio è stato recentemente restaurato con il rifacimento degli intonaci di facciata e la conseguente tinteggiatura. |
|          | 38       | Casa                                            | La casa presenta un prospetto di disegno oltremodo semplice, organizzato su due assi per quattro piani. Spicca solo la presenza, nella parte alta della facciata, di un pietrino a rotella eroso e comunque ancora riconoscibile (per confronto con altri noti) come riferibile al complesso di Santa Maria degli Angeli, a indicare una antica proprietà del vicino monastero. |
|          | 39       | Casa dell'Opera di Carità del Duomo             | Si tratta di una casa con il fronte di due assi organizzati su cinque piani (i più alti evidentemente legati a un intervento di soprelevazione), frutto di una riconfigurazione operata su un'antica casa a schiera tra Settecento e Ottocento. Al terreno è un cartiglio con un'iscrizione che indica la casa come di proprietà (un tempo) dell'Opera dei Cappellani del Duomo, accompagnata dal numero 18 in caratteri romani, a indicare la posizione dell'immobile nel registro delle possessioni. A precisare il dato si riporta quanto annotato da Francesco Bigazzi (1886, pp. 212–213) anche se in riferimento a un altro edificio di pertinenza della stessa Opera: "Nel 1487 fu istituita in Firenze una Congregazione di Sacerdoti, la quale fu chiamata Opera di Carità allo scopo di sovvenire tutti quei Cappellani del Duomo quando essendo infermi si trovassero in tale miseria da non potersi curare secondo che richiedeva la loro malattia. Coll'andar del tempo quest'Opera di Carità accrebbe il suo patrimonio non solo per i sacerdoti, che volontariamente vi si erano ascritti, ma più ancora per i lasciti a suo favore di molte pie persone. Per la qual cosa tutte quelle case, sulle quali si vedono di simili memorie, stanno queste a dimostrare i lasciti di benefattori, che vennero ad aumentare il capitale di quest'aggregazione che si chiamò, come ho detto, Opera di Carità de' Cappellani del Duomo".       |
|          | 48       | Casa dell'Opera di Santa Maria del Fiore        | L'edificio presenta un fronte di quattro piani per due assi, in assoluta continuità con le altre antiche case a schiera che caratterizzano la via. Lo si segnala per la presenza di un pietrino a rotella posto in alto, tra il terzo e il quarto piano, che reca la scritta abbreviata propria dell'Opera di Santa Maria del Fiore (OPA SMF), in questo caso scelta in alternativa al più comune pietrino con il cherubino che segna le case che sono o furono di pertinenza dell'istituto. |
|          | 49-51    | Casamento dei Servi di Maria                    | Si tratta di un esteso edificio posto d'angolo con via de' Pepi, con il fronte organizzato su quattro piani per quattro assi (lo stesso su via de' Pepi), probabilmente definito tramite l'unificazione di più antiche case a schiera, quindi riconfigurato tra Settecento e Ottocento e comunque privo di particolarità architettoniche. Lo si segnala per la presenza di pietrino posto all'altezza del terzo piano, tra il terzo e quarto asse, che appare riferibile ai Servi di Maria per la presenza di una S intrecciata al gambo di un giglio sradicato terminante con tre fiori, ad indicare un'antica proprietà riconducibile ai possessi della basilica della Santissima Annunziata. Dal lato di via de' Pepi (canto di Sant'Anna) è un tabernacolo settecentesco, che un tempo conteneva un'immagine di Sant'Anna con Maria bambina tra San Francesco e San Domenico. "Rimasto vuoto, non si sa bene se per distacco o per caduta dell'affresco, venne rinnovato, nel 1954, dal pittore La Naia, ma l'acqua dell'Arno lo danneggiò durante l'alluvione del 1966. Tolta dal tabernacolo, la modesta pittura non vi è più ritornata" (Bargellini-Guarnieri). Negli anni ottanta alle precedenti immagini è stata sostituita una pittura moderna raffigurante San Giorgio e il Drago. |
|          | 52       | Casa del moanstero di Candeli                   | L'edificio presenta uno stemma in pietra in facciata, con la scritta "Candeli", che si riferisce alla possessione da parte del vicino monastero. |
|          | 53       | Casa della congregazione dello Spirito Santo    | Si tratta di una casa modesta, con il fronte di quattro piani per due assi riconfigurato tra Settecento e Ottocento, comunque priva per quanto riguarda il prospetto di elementi architettonici di rilievo e attualmente in precario stato di conservazione per la diffusa caduta degli intonaci di facciata. La si segnala per la presenza su uno degli accessi terreni di un pietrino con l'immagine della colomba dello Spirito Santo. Tale contrassegno attesta un'antica proprietà dell'immobile da parte della compagnia di San Basilio (congrega dello Spirito Santo) che si trovava in angolo tra via San Gallo e via Guelfa (in corrispondenza dell'attuale chiesa cristiana avventista del 7º giorno), istituita nel 1491 e soppressa nel 1784. |
|          | 54       | Monastero di Candeli                            | Era qui, tra questa via e borgo Pinti, l'antico monastero agostiniano di Santa Maria di Candeli, risalente alla metà del XIII secolo, più volte ampliato e abbellito nel corso dei secoli. A seguito delle soppressioni napoleoniche, nel 1808, l'istituto passò in proprietà della Comunità di Firenze e fu destinato ad ospitare il Liceo Regio. Con il trasferimento della Capitale a Firenze, nel 1865, Giovanni Castellazzi intervenne per adeguare nuovamente gli ambienti, questa volta individuati come sede della Legione Carabinieri di Firenze. la facciata sulla via si estende per undici assi organizzati su tre piani, suddiviso in tre partizioni da lesene in finto bugnato, la centrale segnata da un portale ad arco che reca nella chiave la figura di una Madonna fortemente abrasa. Oggi ospita la Caserma Tassi. |
|          | s.n.     | Chiesa di Santa Maria di Candeli                | La chiesa del monastero ebbe sorti analoghe al resto del complesso, con il restauro radicale del Foggini del 1703 che le diede l'aspetto odierno. L'interno è di un elegante stile barocchetto, con interessanti dipinti coevi: nella volta un affresco con l'Assunzione di Niccolò Lapi, alla parete destra una Santa Chiara di Francesco Botti e un Sant'Agostino di Jacopo Vignali, all'altar maggiore l'Immacolata Concezione di Carlo Sacconi e infine al lato sinistro il Transito di san Giuseppe di Tommaso Redi. |

### Lapidi
Le lapidi sulla via sono tutte legate al monastero di Candeli. In angolo con Borgo Pinti si legge una memoria, che si ripete identica anche in un'altra lapide svoltato l'angolo:
| HÆC FAMILIÆ SVÆ INSIGNIA PENÈ VETVSTATE CONSVMPTA CVRSII RESTITVÈRE·M·D·LXXXXII |

La traduzione è: "I Corsi ripristinarono questo stemma della loro famiglia quasi cancellato dal tempo. 1592". La lapide su Borgo Pinti è senza stemma.